# Cypress Lawn Memorial Park

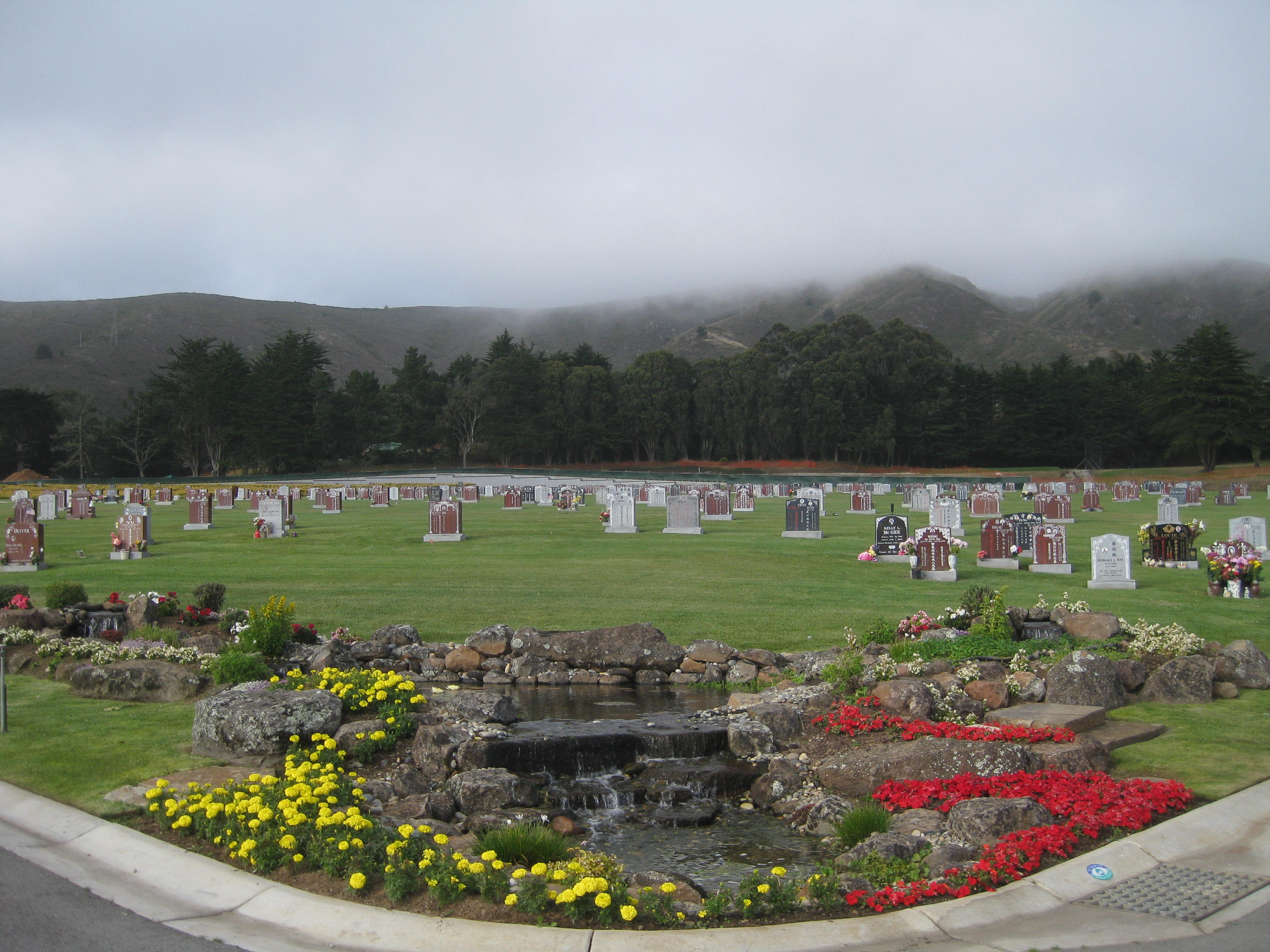
Cypress Lawn Memorial Park in Colma

Der Cypress Lawn Memorial Park ist ein 1892 begründeter Parkfriedhof in Colma im San Mateo County im US-Bundesstaat Kalifornien. Zahlreiche bekannte Personen aus San Francisco und der Umgebung fanden hier ihre letzte Ruhestätte.

## Geschichte
Seit der Mitte des 19. Jahrhunderts entwickelte sich in den Vereinigten Staaten von America die Idee zur Anlage von Landschafts- beziehungsweise Parkfriedhöfen, im Gegensatz zu den bis dahin üblichen Friedhöfen in den Städten. Auch in San Francisco wurde die Anlage neuer Friedhöfe in den Vororten notwendig, nicht zuletzt aus Platz- und Hygienegründen. Zu den neuen Friedhofsanlagen im Raum San Francisco gehörte der Cypress Lawn Memorial Park, der 1892 auf Initiative des Unternehmers Hamden Holmes Noble entstand. Als Standort wählte er eine Fläche im südlich von San Francisco gelegenen San Mateo County. Die dort entstandene Gemeinde Colma wird auch als City of the Silent (Stadt der Stille) bezeichnet, da sich hier eine Reihe weiterer Friedhöfe befinden. Allein auf dem rund 80 Hektar großen Cypress Lawn Memorial Park wurden mehr als 175.000 Menschen bestattet. Der ursprüngliche Friedhof, heute East Campus genannt, umfasst rund 19 Hektar nordwestlich der Straße El Camino Real. Hier befindet sich neben anderen historischen Gebäuden auch die nach dem Begründer benannte Friedhofskirche Nobel Chapel. Auf dem historischen Friedhofsteil stehen 87 private Mausoleen von berühmten Personen aus der Geschichte Kaliforniens, etwa von William Randolph Hearst und Claus Spreckels. Zu Beginn des 20. Jahrhunderts erwarb die Friedhofsleitung ein rund 40 Hektar großes Grundstück südlich der El Camino Real, das heute West Campus genannt wird. Hier entstand ein großes öffentliches Mausoleum im Stil der spanischen Missionen in Kalifornien. Dahinter befindet sich der Laurel Hill Garden mit einem zentralen weißen Obelisk. Hierhin wurden ab 1940 die sterblichen Überreste von 35.000 Personen vom Laurel Hill Cemetery in San Francisco umgebettet. Seit 2006 gibt es mit dem nördlich gelegenen Hillside Gardens Campus am Hillside Boulevard eine  weitere Ergänzung von rund 18 Hektar. Hinzu kommt seit 2020 die benachbarte Erweiterung Olivet Gardens mit einer zusätzlichen Fläche von rund 26 Hektar. Olivet Gardens hieß zuvor Cemetery of All Faiths und wurde bereits seit 1896 als Friedhof genutzt. Hier sind mehr als 100.000 Personen bestattet. Dieser Bereich verfügt über eine eigene historische Friedhofskapelle für 300 Personen und ein Kolumbarium. Zu den Besonderheiten gehört weiterhin ein Showman’s Rest bezeichnetes Grabfeld, in dem vor allem Zirkuspersonen bestattet sind. Zudem findet sich dort ein Granitdenkmal für 6.000 Tote der Handelsmarine, die im Zweiten Weltkrieg zu Tode kamen.
Der als Landschaftspark angelegte Friedhof ist weist eine vielseitige Gestaltung mit Hügel, Seen, Brunnen und Rasenflächen auf. Zugleich versteht sich der Friedhof mit über 3000 Bäumen als Arboretum, das über mehr als 100 verschiedenen Arten aus verschiedenen Erdteilen verfügt. Dazu gehören Exemplare der Korkeiche, Tulpenbaum, Spindelbaumgewächse, Immergrüne Magnolie, Ahornblättrige Platane, Ginkgo, Rotbuche und der Atlas-Zeder. Zur Pflanzenvielfalt und gärtnerischen Gestaltungen finden regelmäßig Führungen auf dem Friedhof statt. Betreiberin des Friedhofs ist die gemeinnützige Cypress Lawn Cemetery Association. 2005 widmete der Fernsehsender PBS dem Friedhof eine Folge in der Dokumentationsreihe A Cemetery Special.

## Liste bekannter Persönlichkeiten mit Grabstätte auf dem Cypress Lawn Memorial Park

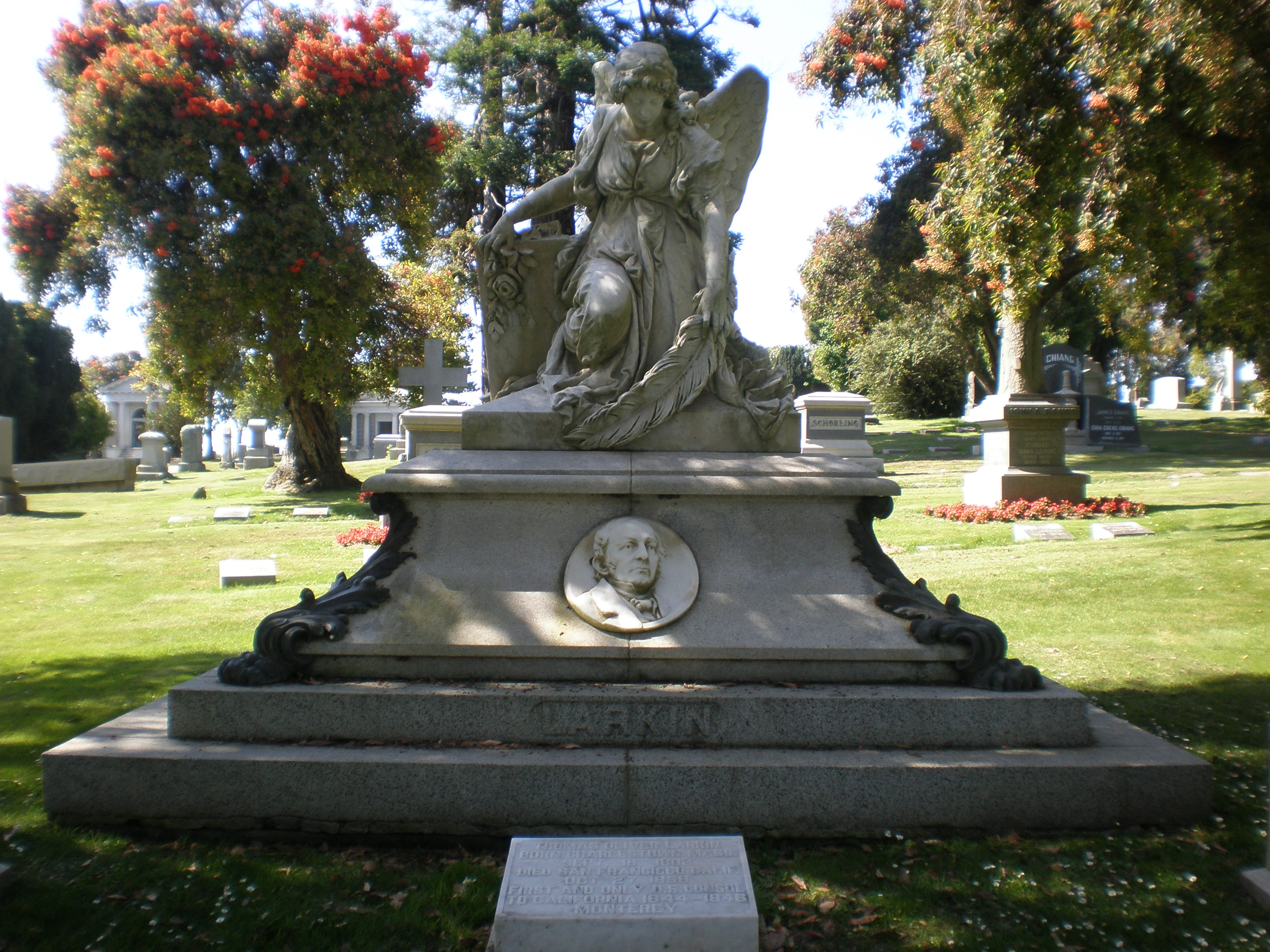
Grab von Thomas O. Larkin

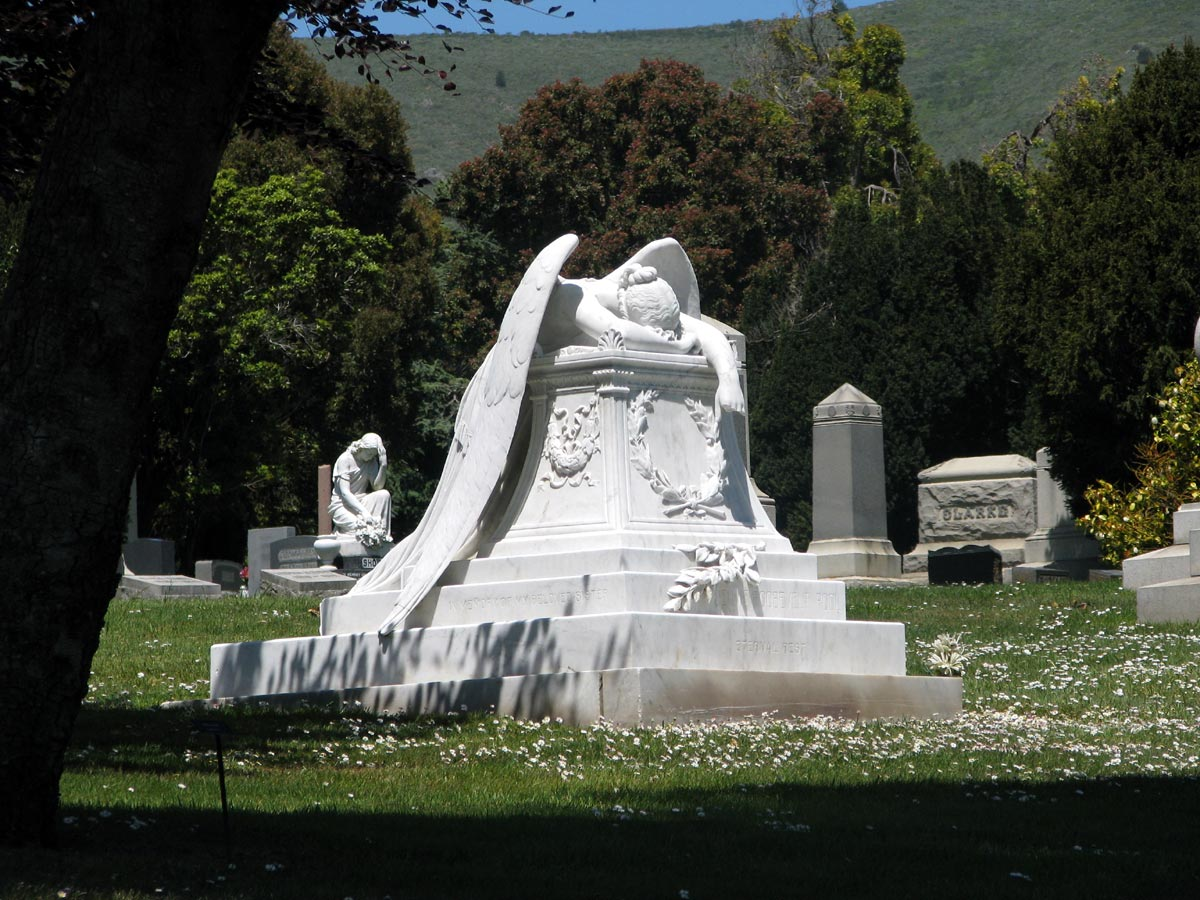
Grab von Jennie Roosevelt Pool

- Isabella Macdonald Alden (1841–1930), Schriftstellerin
- Izora Armstead (1942–2004), Sängerin und Mitglied der The Weather Girls
- Gertrude Atherton (1857–1948), Schriftstellerin
- Monte Attell (1885–1960), Boxweltmeister
- Hubert Howe Bancroft (1832–1918), Historiker
- Lincoln Beachey (1887–1915), Luftfahrtpionier
- David C. Broderick (1820–1859), Politiker
- Arthur Brown Jr. (1874–1957), Architekt des Rathauses und der Oper von San Francisco
- Samuel Burris (1813–1863), Fluchthelfer der Anti-Sklaverei-Organisation Underground Railroad
- Dolph Camilli (1907–1997), Baseballspieler
- R. C. Chambers (1832–1901), Unternehmer und Politiker
- John C. Cremony (1815–1879), Zeitungsherausgeber
- Joseph Paul Cretzer (1911–1946), Bankräuber
- Laura Hope Crews (1879–1942), Schauspielerin
- Ethel Crocker (1861–1934), Philanthropin und Kunstsammlerin
- William Henry Crocker (1861–1937), Bankier
- Eddie Fisher (1928–2010), Sänger und Entertainer
- James Clair Flood (1826–1889), Unternehmer
- Phineas Gage (1823–1860), Unfallopfer
- Andrew Smith Hallidie (1836–1900), Pionier der San Francisco Cable Cars
- George Hearst (1820–1891), Unternehmer und Politiker
- Phoebe Hearst (1842–1919), Philanthropin
- William Randolph Hearst (1863–1951), Zeitungsmagnat
- Charles S. Howard (1877–1950), Unternehmer und Pferdezüchter
- Hiram Johnson (1866–1945), Politiker
- Thomas O. Larkin (1802–1858), Unternehmer und Politiker
- Edwin M. Lee (1952–2017), 43. Bürgermeister von San Francisco
- William Lobb (1809–1864), Botaniker
- Frederick Low (1828–1894), Politiker
- Willie McCovey (1938–2018), Baseballspieler
- Addison Mizner (1872–1933), Architekt
- Tom Mooney (1882–1942),  Arbeiteraktivist
- William W. Morrow (1843–1929), Politiker
- James Murdock (1931–1981), Schauspieler
- James Van Ness (1808–1872), 7. Bürgermeister von San Francisco
- Lefty O'Doul (1897–1969), Baseballspieler
- Betty Ong (1956–2001), Terroropfer im American-Airlines-Flug 11
- Joel Samuel Polack (1807–1882), erster jüdische Siedler in Neuseeland
- Alvino Rey (1908–2004), Jazz-Gitarrist
- Calvin E. Simmons (1950–1982), Dirigent
- Jack Spicer (1925–1965), Schriftsteller
- Lincoln Steffens (1866–1936), Journalist
- Charlie Sweeney (1863–1902), Baseballspieler
- David S. Terry (1823–1889), Richter und Politiker
- Harry Wolverton (1873–1937), Baseballspieler